# بلک‌داک (مینه‌سوتا)
بلک‌داک، مینه‌سوتا (به انگلیسی: Blackduck, Minnesota) یک شهر در ایالات متحده آمریکا است که در مینه‌سوتا واقع شده‌است.

## خصوصیات
بلک‌داک ۴٫۴۳ کیلومترمربع مساحت و ۷۸۵ نفر جمعیت دارد و ۴۲۶ متر بالاتر از سطح دریا واقع شده‌است.